# Капітеллу (озеро)
Капітеллу (фр. Lac de Capitellu) — озеро у Верхній Корсиці, Франція. На висоті 1930 м його площа становить 0,055 км 2.

Це недалеко від Лак-де-Мелу, в комуні Корте.

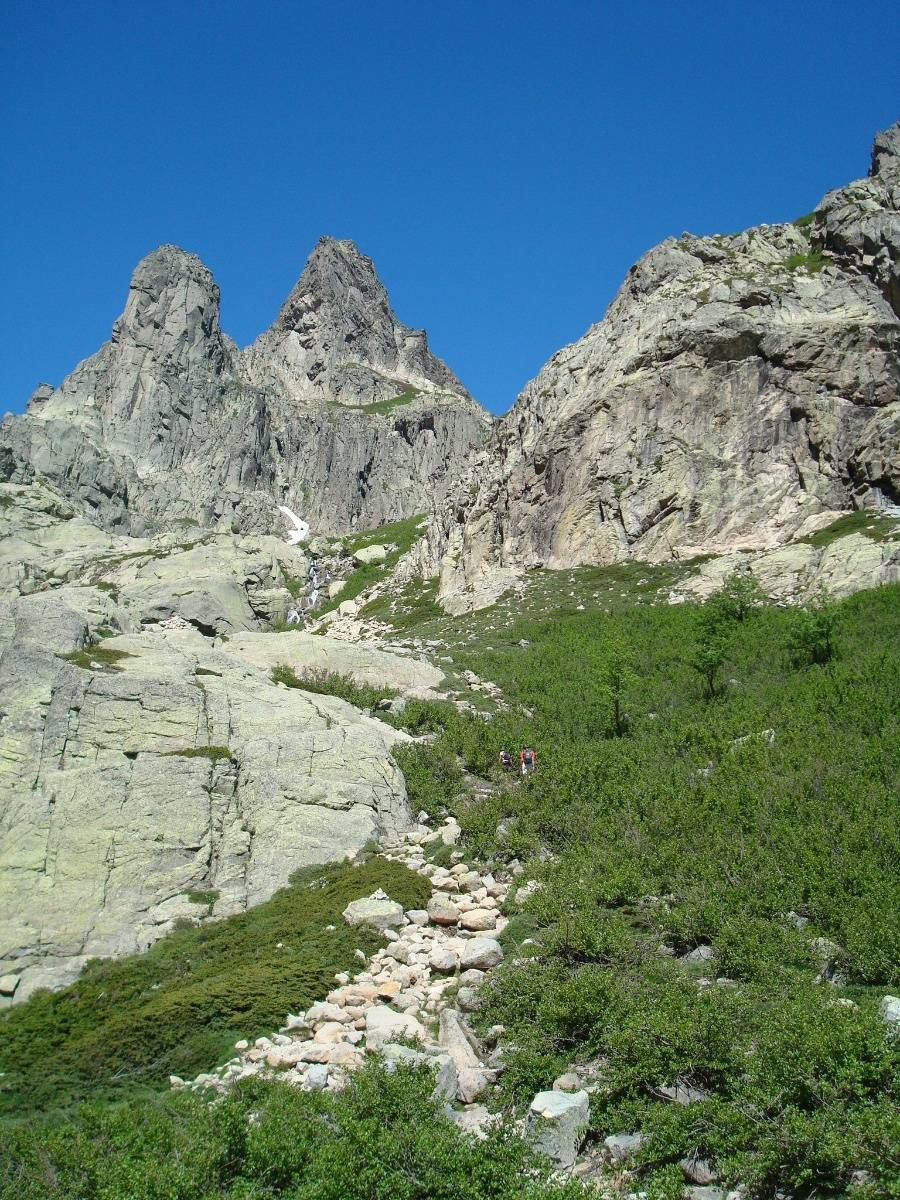
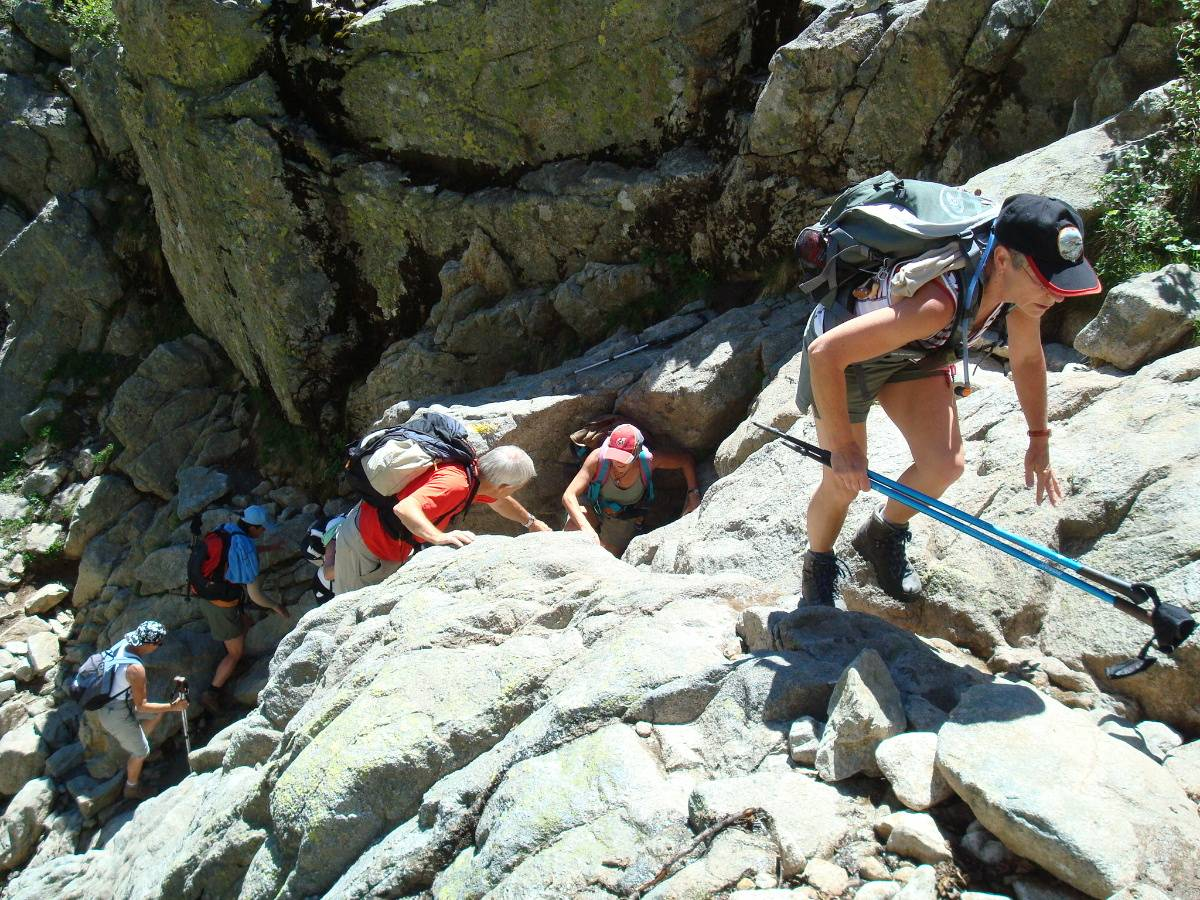
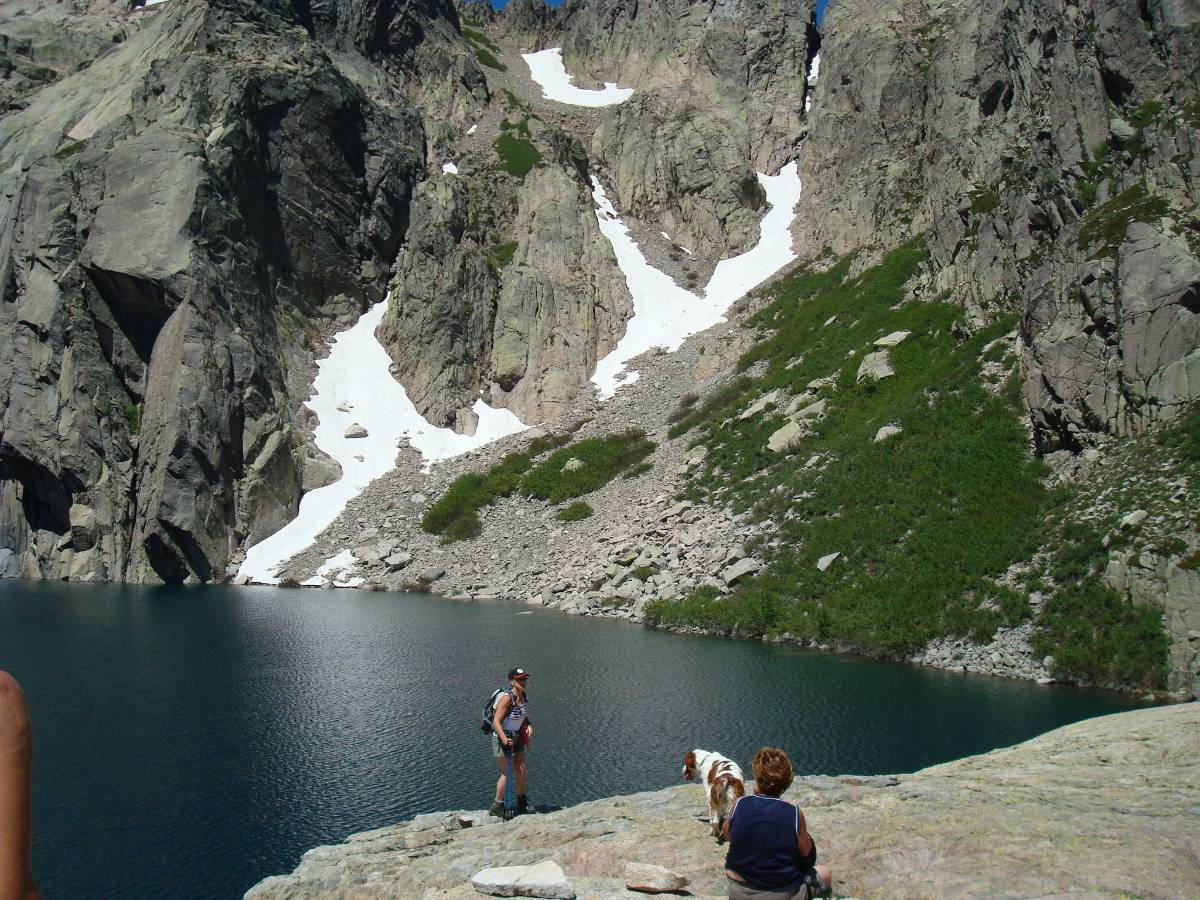
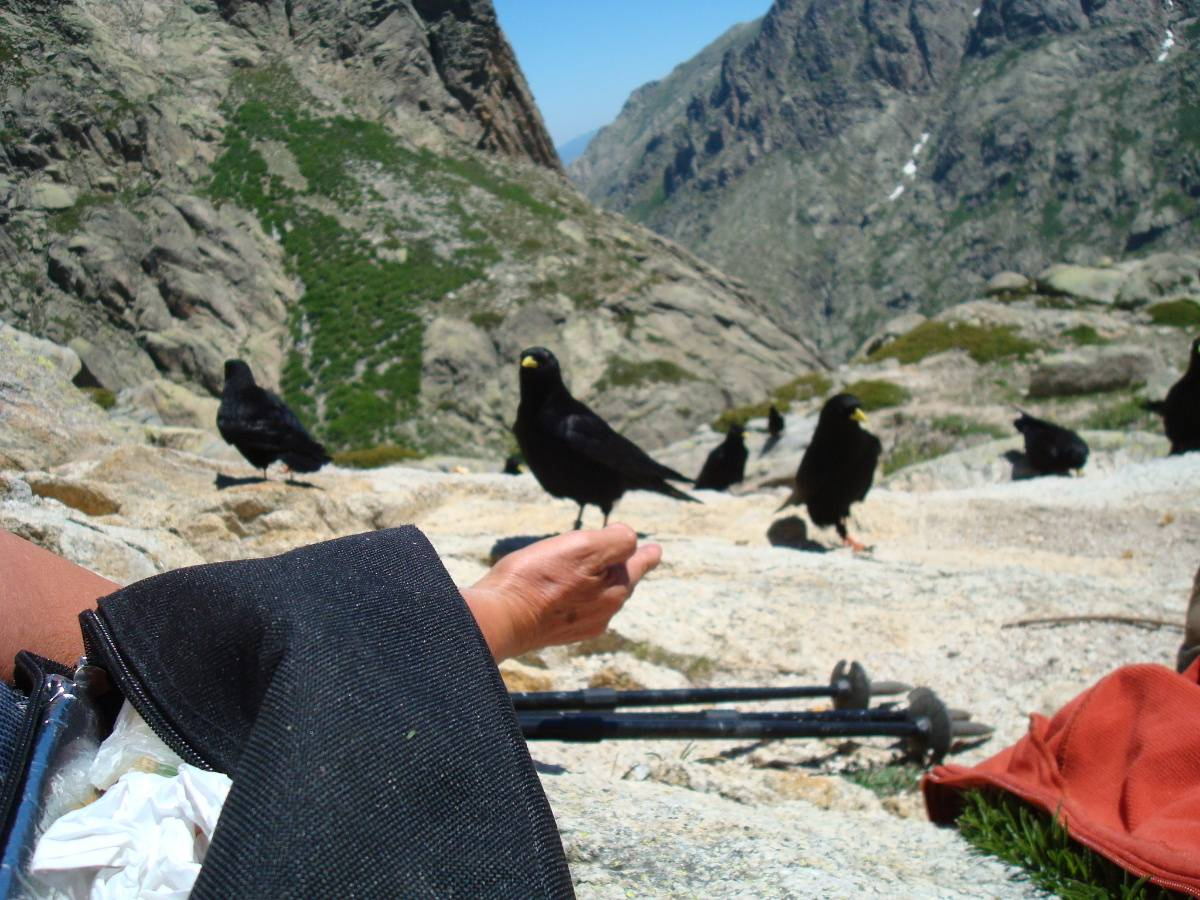
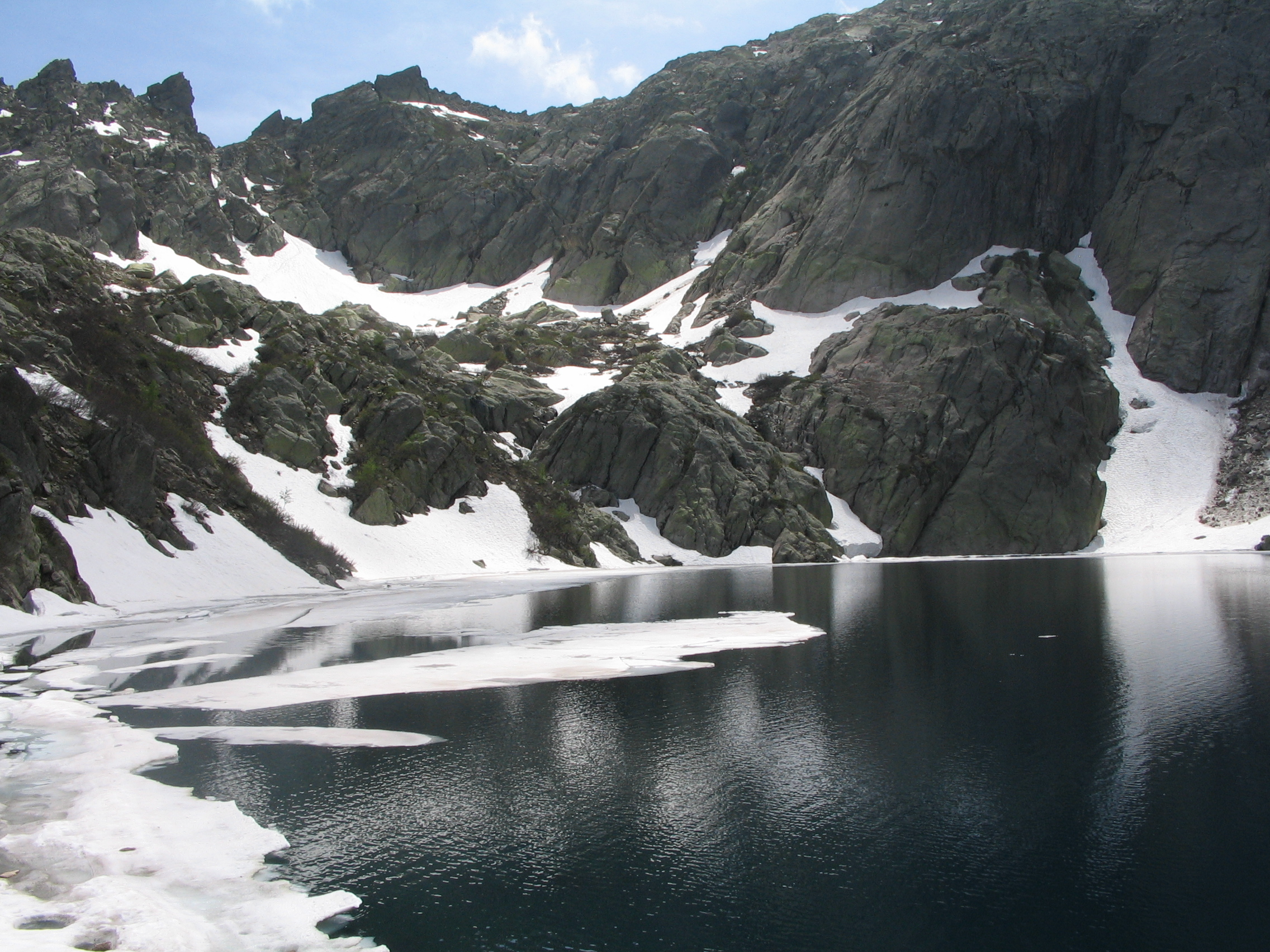